# Bromură de otiloniu
Bromura de otiloniu (denumirea comercială Spasmomen) este un medicament antimuscarinic cu efecte centrale foarte reduse sau nule, fiind o sare de amoniu cuaternar. Este utilizat în tratamentul spasmelor de diverse tipuri de la nivelul tractului gastrointestinal. Calea de administrare disponibilă este cea orală.